# 500 Milhas de Indianápolis de 2006
As 500 Milhas de Indianápolis de 2006 foi a 90ª edição da prova e a quarta prova da temporada. A prova aconteceu no Indianapolis Motor Speedway, e o vencedor foi o piloto estadunidense Sam Hornish, Jr. da equipe Penske.

## Resultados

### Corrida
| Pos.      | Grid | Nº | Piloto                 | Voltas | Tempo | Abandono     | Equipe                       | Pontos |
| --------- | ---- | -- | ---------------------- | ------ | ----- | ------------ | ---------------------------- | ------ |
| 1         | 1    | 6  | Sam Hornish, Jr.       | 200    | D     | 3:10:58.7590 | Team Penske                  | 50     |
| 2         | 9    | 26 | Marco Andretti (R)     | 200    | D     | +0.0635      | Andretti Green Racing        | 40     |
| 3         | 13   | 1  | Michael Andretti       | 200    | D     | +1.0087      | Andretti Green Racing        | 35     |
| 4         | 3    | 10 | Dan Wheldon (W)        | 200    | D     | +1.2692      | Chip Ganassi Racing          | 32+3   |
| 5         | 5    | 11 | Tony Kanaan            | 200    | D     | +1.6456      | Andretti Green Racing        | 30     |
| 6         | 4    | 9  | Scott Dixon            | 200    | D     | +3.0566      | Chip Ganassi Racing          | 28     |
| 7         | 17   | 27 | Dario Franchitti       | 200    | D     | +5.6249      | Andretti Green Racing        | 26     |
| 8         | 10   | 16 | Danica Patrick         | 200    | P     | +5.7263      | Rahal Letterman Racing       | 24     |
| 9         | 8    | 8  | Scott Sharp            | 200    | D     | +11.1252     | Fernandez Racing             | 22     |
| 10        | 6    | 4  | Vitor Meira            | 200    | D     | +17.9554     | Panther Racing               | 20     |
| 11        | 12   | 20 | Ed Carpenter           | 199    | D     | +1 volta     | Vision Racing                | 19     |
| 12        | 25   | 5  | Buddy Lazier (W)       | 199    | D     | +1 volta     | Dreyer & Reinbold Racing     | 18     |
| 13        | 19   | 51 | Eddie Cheever (W)      | 198    | D     | +2 voltas    | Team Cheever                 | 17     |
| 14        | 18   | 52 | Max Papis              | 197    | D     | +3 voltas    | Team Cheever                 | 16     |
| 15        | 7    | 55 | Kosuke Matsuura        | 196    | D     | +4 voltas    | Super Aguri Fernandez Racing | 15     |
| 16        | 28   | 12 | Roger Yasukawa         | 194    | D     | +6 voltas    | Playa Del Racing             | 14     |
| 17        | 24   | 21 | Jaques Lazier          | 193    | P     | +7 voltas    | Playa Del Racing             | 13     |
| 18        | 29   | 88 | Airton Daré            | 193    | P     | +7 voltas    | Sam Schmidt Motorsports      | 12     |
| 19        | 32   | 98 | P. J. Jones            | 189    | P     | +11 voltas   | Team Leader Motorsports      | 12     |
| 20        | 16   | 7  | Bryan Herta            | 188    | P     | +12 voltas   | Andretti Green Racing        | 12     |
| 21        | 21   | 14 | Felipe Giaffone        | 177    | D     | Acidente     | A.J. Foyt Enterprises        | 12     |
| 22        | 15   | 90 | Townsend Bell (R)      | 161    | D     | Suspensão    | Vision Racing                | 12     |
| 23        | 26   | 17 | Jeff Simmons           | 152    | P     | Acidente     | Rahal Letterman Racing       | 12     |
| 24        | 27   | 31 | Al Unser, Jr. (W)      | 145    | D     | Acidente     | Dreyer & Reinbold Racing     | 12     |
| 25        | 2    | 3  | Hélio Castroneves (W)  | 109    | D     | Acidente     | Team Penske                  | 10     |
| 26        | 14   | 15 | Buddy Rice (W)         | 108    | D     | Acidente     | Rahal Letterman Racing       | 10     |
| 27        | 11   | 2  | Tomas Scheckter        | 65     | D     | Acidente     | Vision Racing                | 10     |
| 28        | 31   | 61 | Arie Luyendyk, Jr. (R) | 54     | P     | Mecânico     | Luyendyk Racing              | 10     |
| 29        | 30   | 97 | Stephan Gregoire       | 49     | P     | Mecânico     | Team Leader Motorsports      | 10     |
| 30        | 23   | 41 | Larry Foyt             | 43     | D     | Mecânico     | A.J. Foyt Enterprises        | 10     |
| 31        | 33   | 18 | Thiago Medeiros (R)    | 24     | P     | Elétrico     | PDM Racing                   | 10     |
| 32        | 22   | 92 | Jeff Bucknum           | 1      | D     | Acidente     | Hemelgarn Racing             | 10     |
| 33        | 20   | 91 | P. J. Chesson (R)      | 1      | D     | Acidente     | Hemelgarn Racing             | 10     |
| Relatório |      |    |                        |        |       |              |                              |        |

## Ligações Externas
- «Site oficial» (em inglês). das 500 Milhas de Indianápolis